# Catadipson
Catadipson (лат.) — род клопов из семейства древесных щитников. Африка и Мадагаскар.

## Описание
Длина тела около 1 см (от 11,1 до 11,3 мм). От близких родов отличается следующими признаками: усики 4-сегментные, 2-й сегмент очень длинный; рострум доходит по крайней мере до заднего конца 6-го стернита брюшка; параклипеи превращены на переднем конце в пару отростков (короткие у самца, длинные у самки). Лапки состоят из двух сегментов. Щитик треугольный и достигает середины брюшка, голени без шипов.

## Классификация и распространение
В состав рода включают 3 вида. 
Три описанных вида распространены в тропической Африке: Catadipson aper из Экваториальной Гвинеи (остров Фернандо-Пуо), Анголы и Берега Слоновой Кости; C. sus из Того и Берега Слоновой Кости; и C. imernensis из Мадагаскара.
- Catadipson aper Breddin, 1903
- Catadipson imernensis (Cachan, 1952)
- Catadipson sus Breddin, 1906